# Lijst van markgraven van de Noordmark
Dit is de lijst van markgraven van de Noordmark.  

## Markgraaf van de Noordmark
(deel van de Saksische Oostmark)
- Gero (markgraaf), 936-965

## Haldensleben en Walbeck
- Diederik van Haldensleben, 965–983
- Mieszko I, 983-985 (onzeker of deze de titel voerde)
- Hodo I, 985-993 (onzeker of deze de titel voerde)
- Lotharius van Walbeck, 993–1003
- Werner van Walbeck, 1003–1009
- Bernard I van Brandenburg, 1009–1018
- Bernard II van Brandenburg, 1018-1044
- Willem van Brandenburg, 1044–1056
- Otto, 1056–1057

## Udonen (Stade) en Plötzkau
- Lothar Udo I, 1056–1057
- Lothar Udo II, 1057–1082
- Hendrik I de Lange, 1082–1087
- Lothar Udo III, 1087–1106
- Rodolf I, 1106–1112
- Helperik van Plötzkau, 1112-1114
- Hendrik II, 1114–1128
- Udo IV, 1128–1130
- Rodolf II, 1130–1144
- Koenraad van Plötzkau, 1130-1133

## Askaniërs
- Albrecht de Beer, 1134-1157